# 塔斯科拉 (密西西比州)
塔斯科拉（英語：Tuscola）是位於美國密西西比州利克縣的非建制地區。

## 歷史
塔斯科拉的郵局於1872年設立，其後於1924年停運。此地於1900年時有41人。

## 地理
塔斯科拉所處的海拔為高於海平面109米（即358英呎），而該地所採用的時區為UTC-6，即北美中部時區（CST）。同時該地設有夏令時間，為UTC-6調快一小時，即UTC-5（CDT）。